# 15397 Ксоарі
15397 Ксоарі (15397 Ksoari) — астероїд головного поясу, відкритий 27 жовтня 1997 року.
Тіссеранів параметр щодо Юпітера — 3,396.